# Naßfelder Tal
Das Naßfelder Tal oder Naßfeld ist ein Tal in den Hohen Tauern, im Land Salzburg, Österreich. Es befindet sich im Gebiet der Gemeinde Bad Gastein.

## Geographie
Das Tal entwässert den Westhang des Kreuzkogels (2685 m) und die südliche Flanke des Tischkogels (2410 m), beide in der Ankogelgruppe. Es vereinigt sich bei Böckstein auf einer Höhe von 1131 m ü. A. mit dem Anlauftal zum Gasteiner Tal. Durchflossen wird es von der Nassfelder Ache. Entlang des Naßfeldes zieht man die Grenze zwischen der Ankogelgruppe (Unterteil Gamskarlspitzengruppe) und der Goldberggruppe. Zu den Almen im Tal zählen die Aualm, die Brandtneralm, die Hinternaßfeldalm, die Krugalm, die Moaralm, die Moisesalm, die Naßfeldalm, die Schareckalm, die Schöneggalm, die Veitbaueralm, die Viehauseralm und die Wetzlalm.

## Infrastruktur
Neben der Land- und Almwirtschaft wurde hier Goldbergbau betrieben. Zudem spielte in der Vergangenheit die Säumerei über den Mallnitzer Tauern nach Kärnten eine Rolle.

### Wasserkraft
Im Tal befindet sich das Kraftwerk Naßfeld, ein Pumpspeicherkraftwerk der Salzburg AG mit dem ersten unterirdischen Wasserspeicher Österreichs, der ausschließlich zur Energieerzeugung genutzt wird.

### Bergbau
Der Bergbau wurde bereits in der Antike betrieben. Damals bestand ein fahrbarer Zubringer über den Mallnitzer Tauern zum Bockhart und den Minen des Silberpfennigs. Aus der Wende zum 20. Jahrhundert sind zwei Knappenhäuser vorhanden. Durch den Bergbau entstand auch der Paselstollen, ein Heilstollen, der für den Gasteiner Tourismus heute wichtig ist.
Ein anderes Relikt des Bergbaus ist der Imhofstollen, von dem nur mehr das (verschlossene) Portal sichtbar ist. Nachdem zu Beginn des 20. Jahrhunderts der Goldbergbau im Gasteiner- und Raurisertal fast völlig zum Erliegen gekommen war, versuchte Karl Imhof und nach ihm bzw. dem Anschluss Österreichs an das Deutsche Reich die Preußische Bergwerks- und Hütten AG (Preussag), den Goldbergbau wieder zu beleben. In dieser Zeit wurde auch der über 5 km lange Imhofstollen fertig gestellt, der das Gasteinertal mit dem Raurisertal verbindet und von dem aus weitere Stollen zu Erzvorkommen führen. Der Bergbau wurde jedoch 1944 wieder eingestellt, nachdem sich die Erzvorkommen nicht als ausgiebig genug zeigten. Von 1947 bis 1951 gab es Touristenzüge und Führungen im Stollen, die aber mangels Rentabilität und Finanzierungsmöglichkeiten für die Sicherheitsvorkehrungen eingestellt wurden. Am Beginn der 1990er-Jahre wurde der Stollen neuerlich für touristische Zwecke geöffnet und an ihm ein kleines Bergbaumuseum geschaffen, eine Stollenbahn mit akkumulatorgetriebenen Lokomotiven führte Besucherzüge mit einer Fahrzeit von ca. 30 Minuten zwischen dem Naßfeld bei Gastein und dem Raurisertal. Das war wirtschaftlich nicht erfolgreich. Seit 1992 ist der Stollen versperrt und für die Öffentlichkeit unzugänglich.

### Tourismus
Im Naßfelder Tal liegen das Niedersachsenhaus am Übergang nach Kolm-Saigurn, die Hagener Hütte am Übergang zum Mallnitzer Tauerntal (Naßfelder Tauern) sowie der Wintersportort Sportgastein.
1889 wurde mit dem Valeriehaus der DuOeAV-Sektion Gastein auch im Talboden eine Alpenvereinshütte errichtet, die jedoch relativ bald in ein privates Wirtshaus überging, da die Zufahrt fahrbar war.
Eines der Knappenhäuser, die ebenfalls im Talboden liegen, wurde bis in die 1970er Jahre durch die Naturfreunde bewirtschaftet.

### Verkehr
Eine Gemeindestraße erschließt das Naßfelder Tal nach Nordosten hin zur Gasteiner Straße B 167 bei Böckstein und führt nach Süden über das Tauernkreuz hinweg ins Kärntener Land.

## Bilder

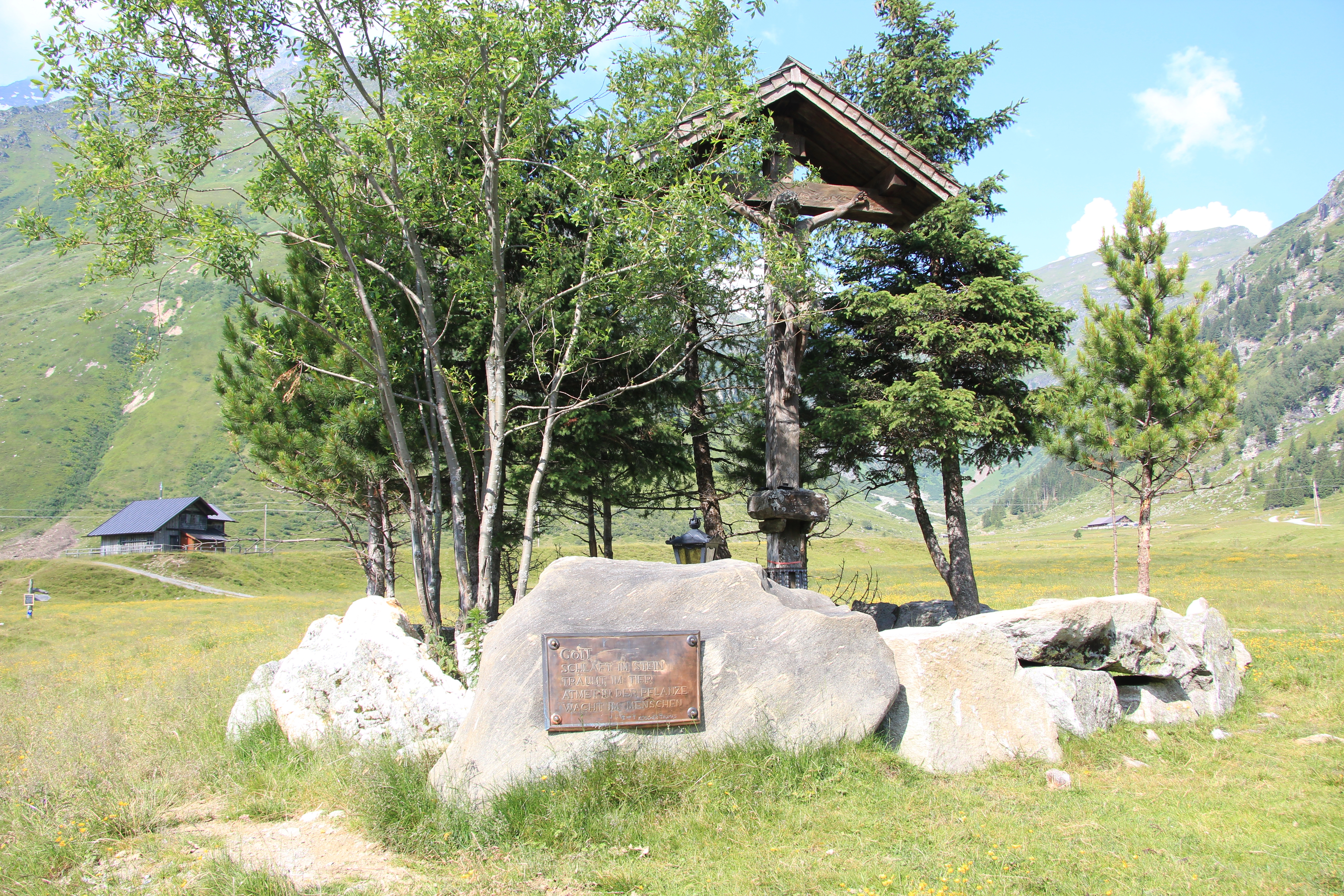
Wegkreuz
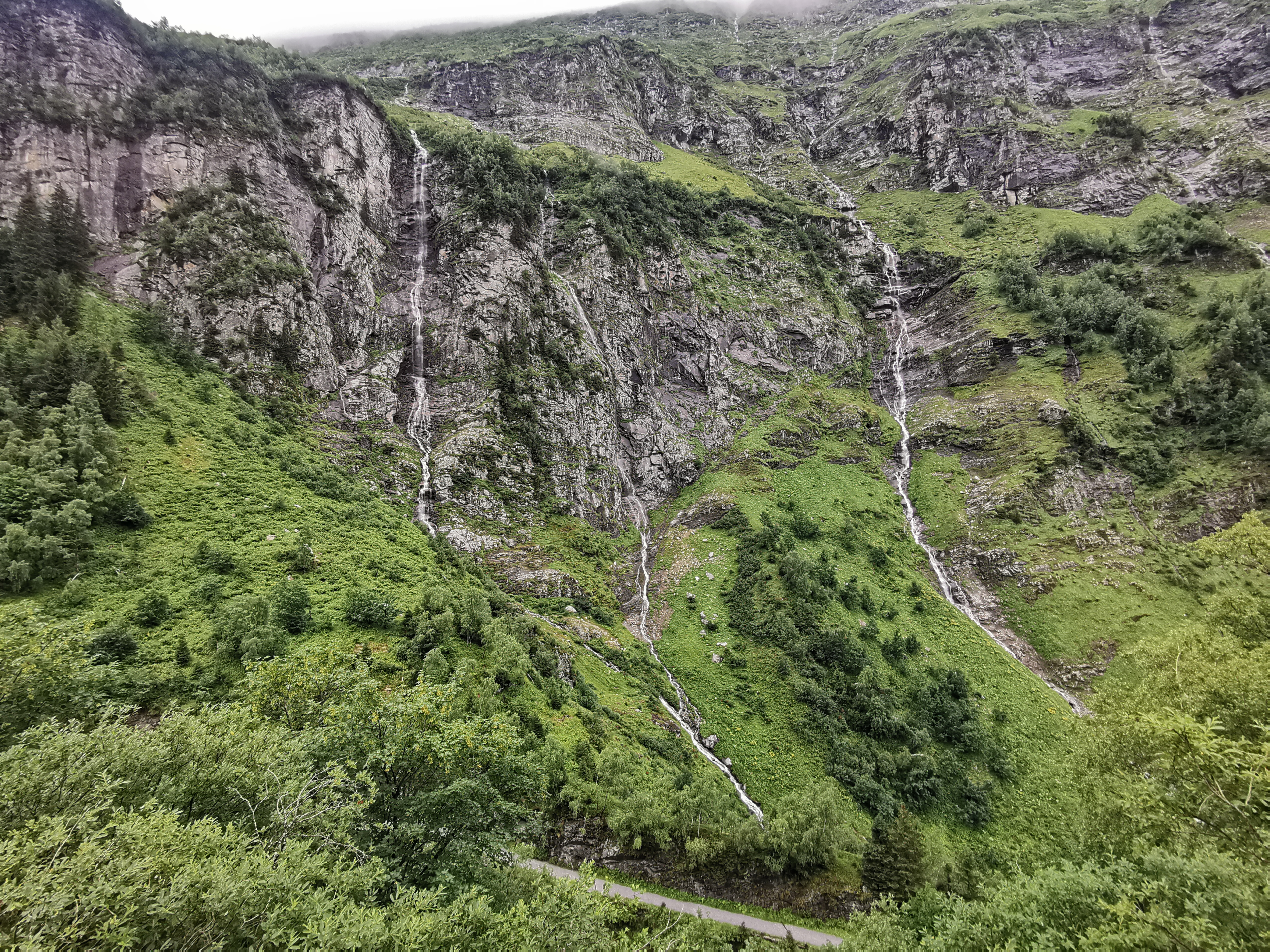
Einige der hundert kleinen Wasserfälle an der Nordseite
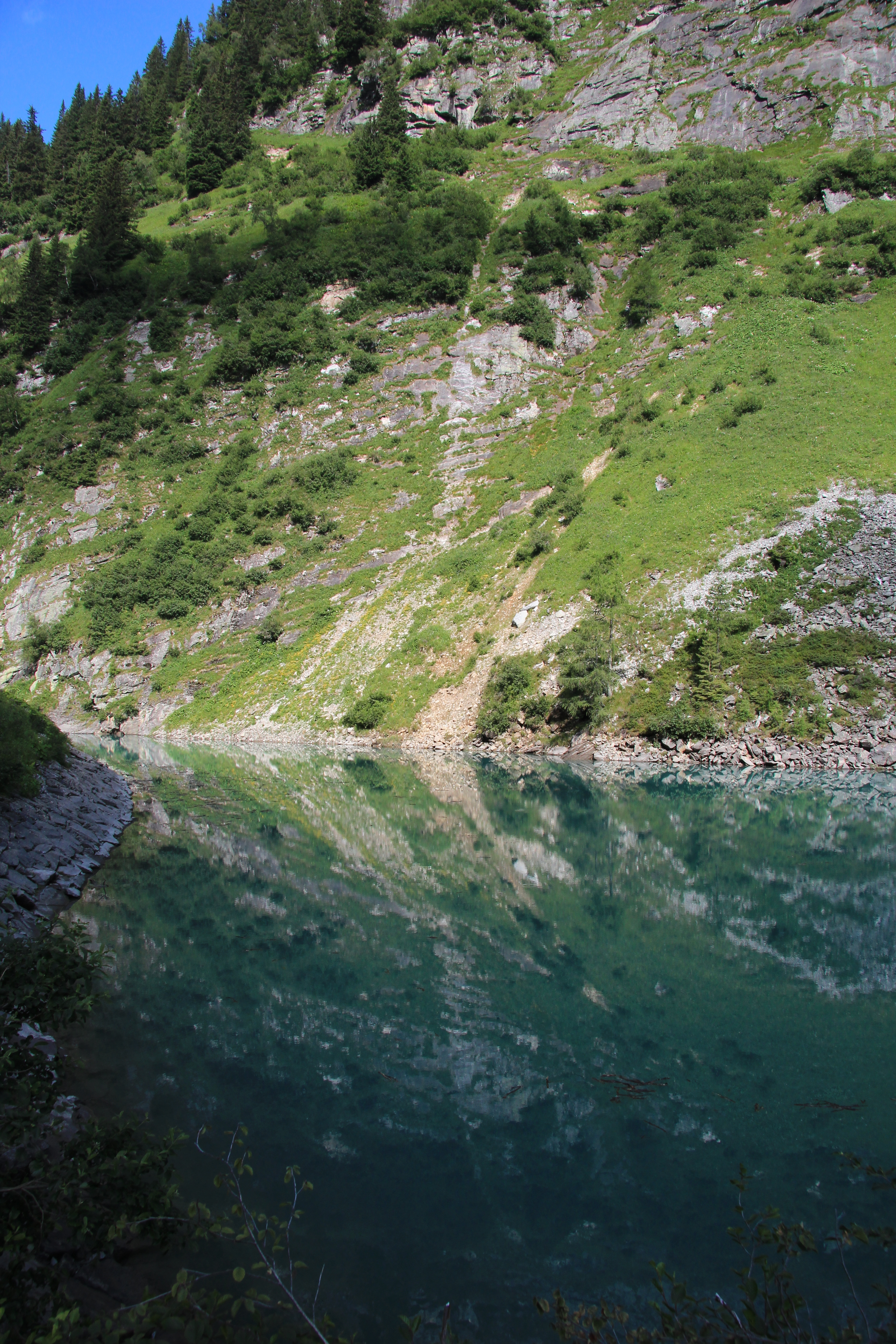
Stausee der Nassfelder Ache
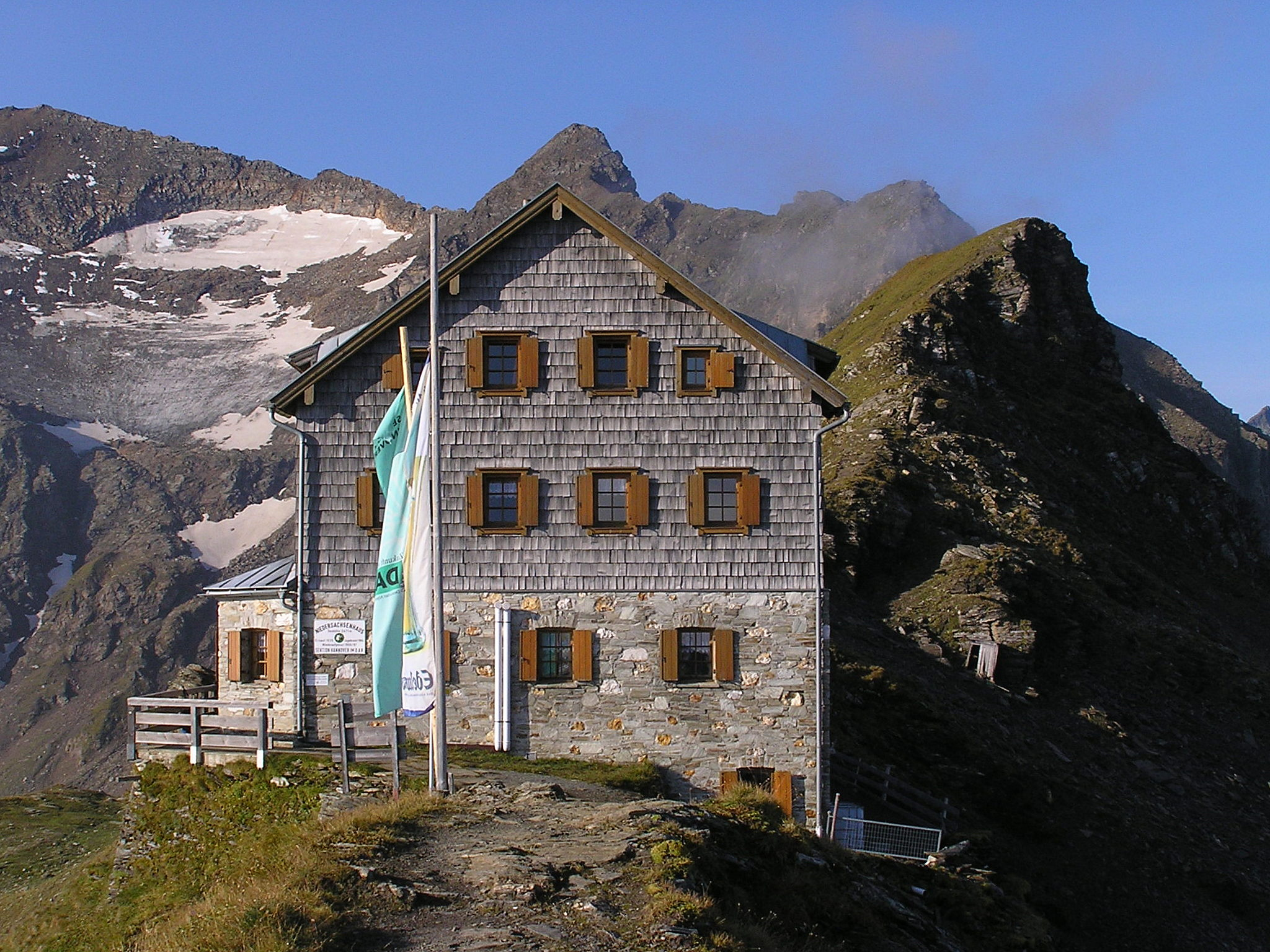
Niedersachsenhaus
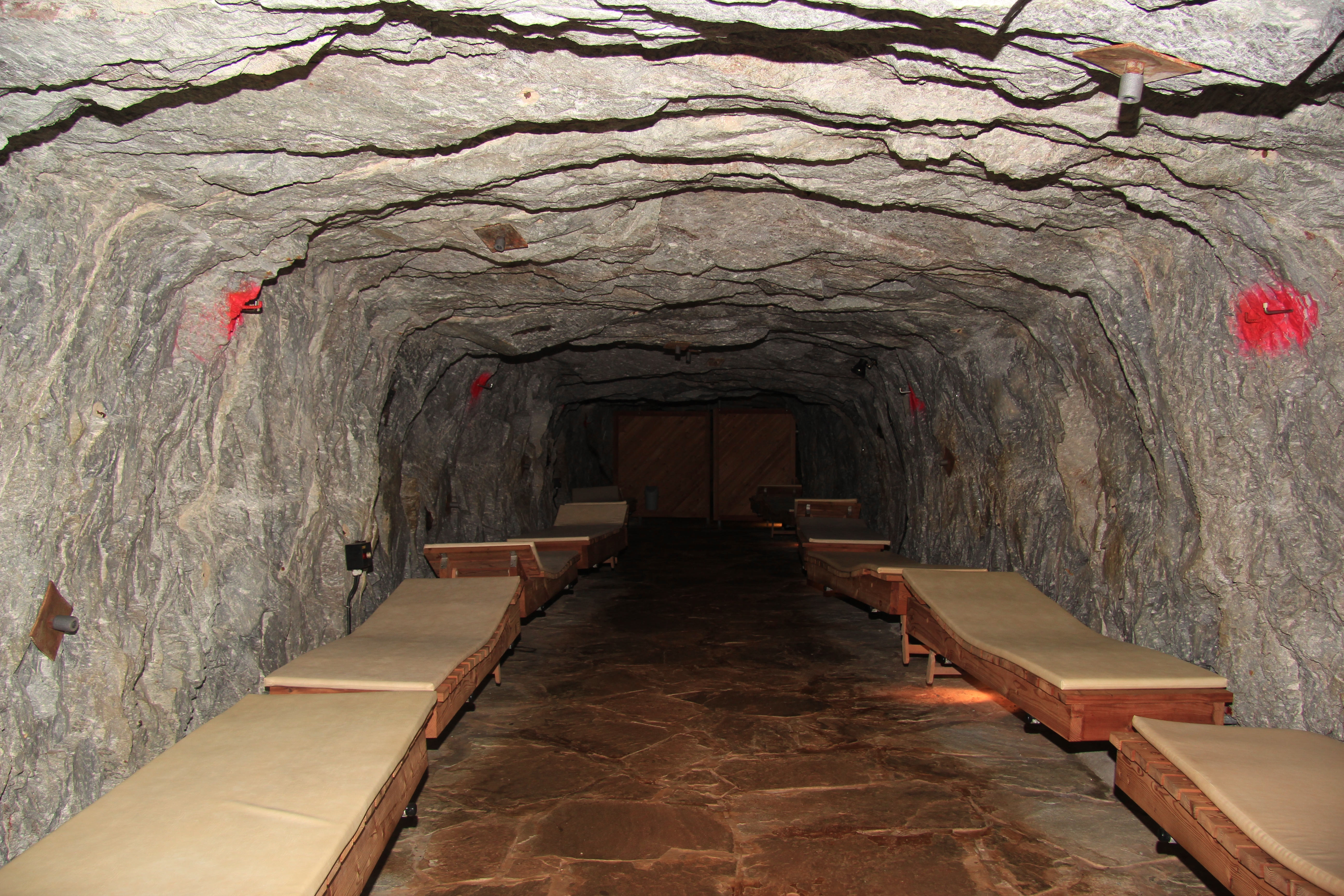
Paselstollen